# Примейро де Майо
Ещрела Клубе Примейро де Майо известен повече като Примейро де Майо е анголски футболен клуб от град Бенгуела. Клубът е създаден през 1955 г. Домакинските си срещи играе на стадион Ещадио Мунисипал де Бенгуела с капацитет 15 000 зрители. През сезон 2007 в шампионата на Ангола Примейро се класира на 8-о място. Старши треньор е Жоао Алмейда, а президент- Валентим Амьоеш.
Основният състезателен екип се състои от червени фланелки, черни гащета и черни чорапи.
Най-големите успехи на отбора са двукратната шампионска титла на Ангола през 1983 и 1985 година и трикратната Купа на Ангола през 1982, 1983 и 2007 година.